# المجارين (المسيمير)

تعديل مصدري - تعديل

المجارين هي إحدى قرى عزلة المسيمير بمديرية المسيمير التابعة لمحافظة لحج، بلغ تعداد سكانها 186 نسمة حسب تعداد اليمن لعام 2004.